# Xã Havana, Quận Steele, Minnesota
Xã Havana (tiếng Anh: Havana Township) là một xã thuộc quận Steele, tiểu bang Minnesota, Hoa Kỳ. Năm 2010, dân số của xã này là 570 người.